# Célula gigante contra cuerpo extraño

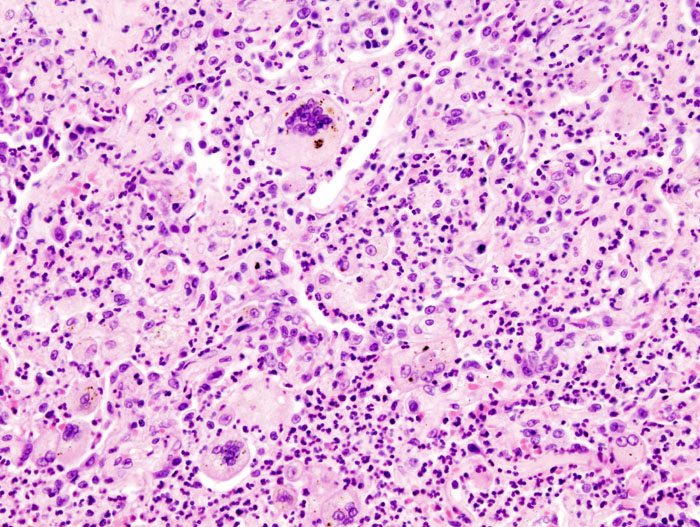
Imagen histopatológica de unaneumonía por aspiración en un paciente anciano con enfermedad neurológica debilitante. Nótese la reacción gigantocelular contra cuerpo extraño. Caso de autopsia. Tinción de hematoxilina-eosina.

Una célula gigante contra cuerpo extraño es una colección de macrófagos fusionados (célula gigante)  los cuáles se generan en respuesta a la presencia de un cuerpo extraño grande.  Esto es particularmente evidente con implantes que causan inflamación crónica y respuesta contra cuerpo extraño. Esta reacción contra el implante causa daños a la zona infectada, dejando la superficie exterior con cicatrices.
Los núcleos se encuentran desorganizados. Estos se localizan en el centro celular y se superponen unos con otros.  Esto contrasta con la célula gigante de Langhans, donde los núcleos están organizados en el borde de esta.

Las células contra cuerpo extraño pueden detectar y eliminar las bacterias adquiridas dentro del cuerpo, al detectar el recubrimiento glucídico único presente en las procariotas invasores. Estas células macrófagas son unas de las pocas células fagocíticas, pero no son las primeras en llegar a la lesión, y tienden a persistir entre días a semanas. Ha habido investigaciones hechas sobre otras células gigantes con funciones diferentes.

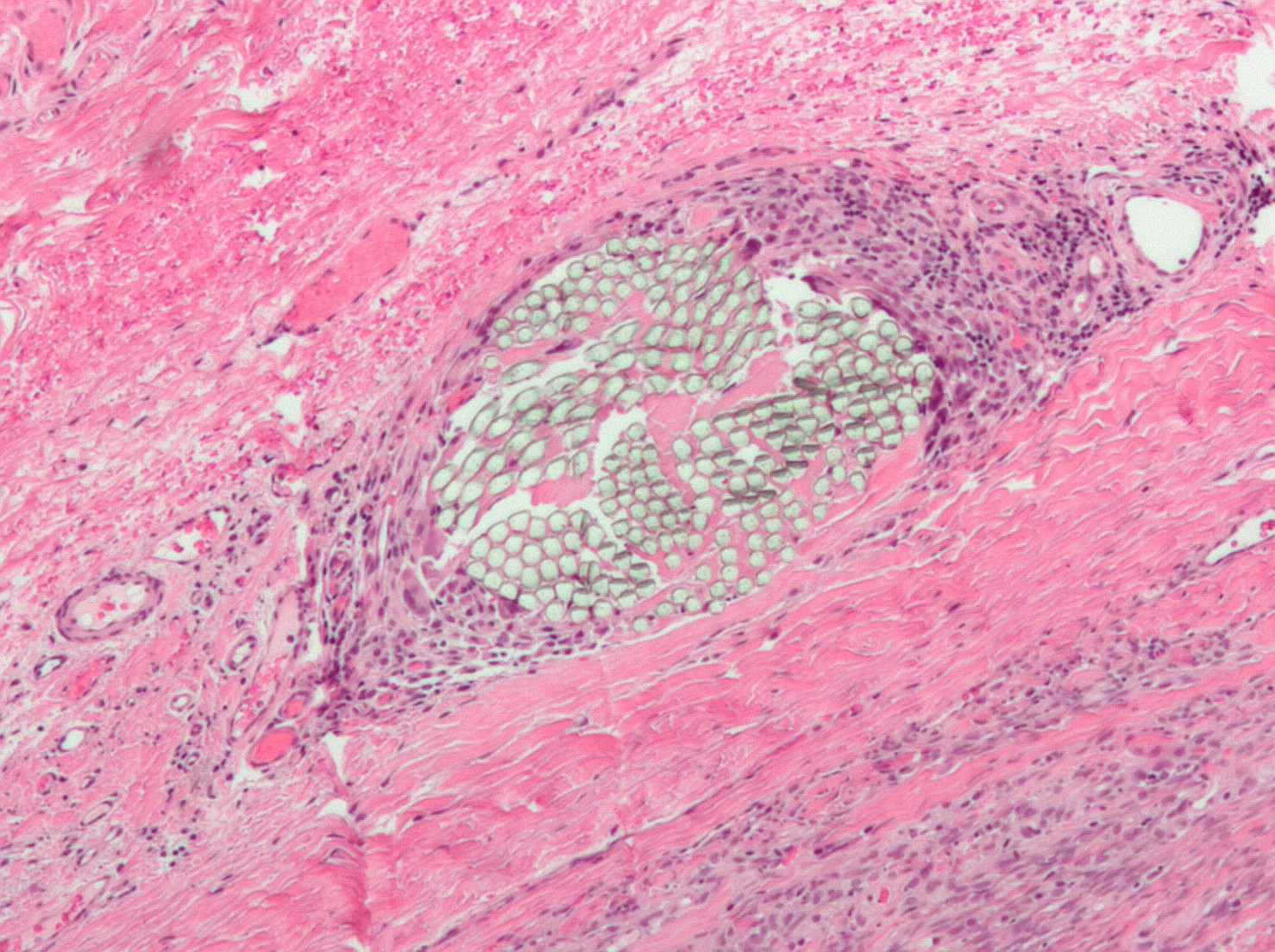
Célula gigante contra cuerpo extraño reaccionando contra una sutura. Tinción hematoxilina-eosina.
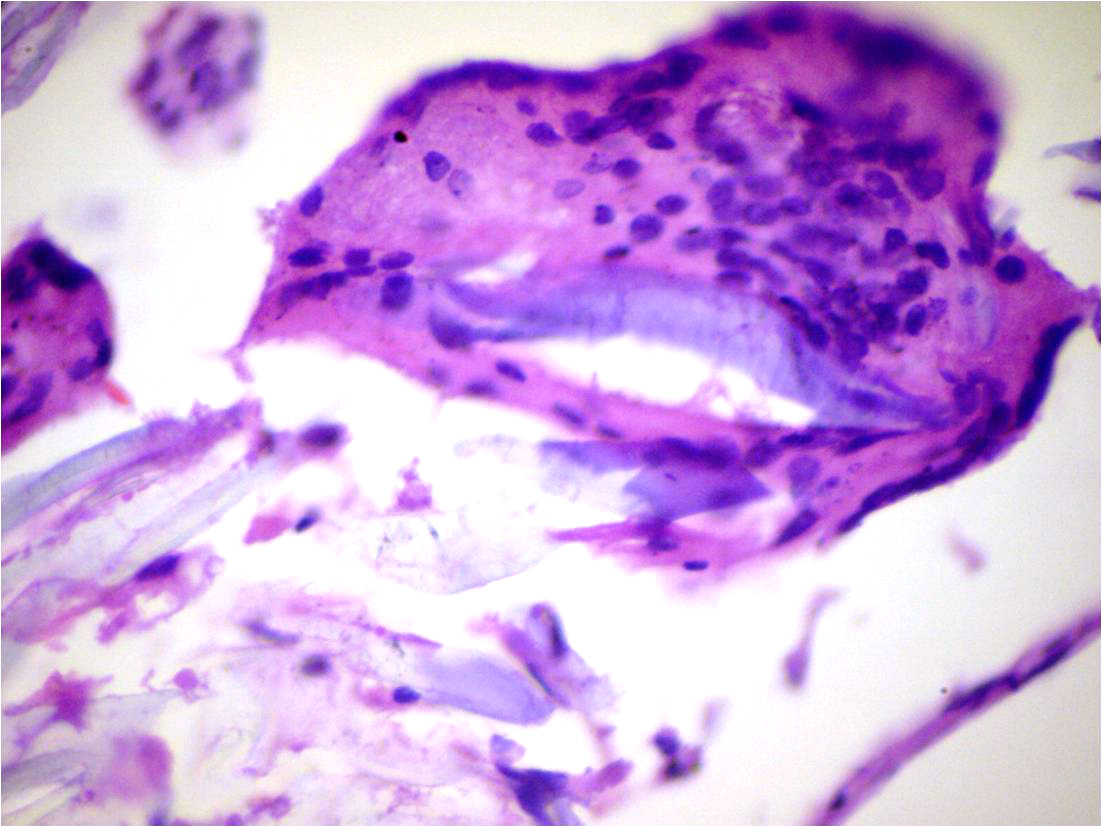
Micrografía donde se aprecia un cuerpo extraño envuelta por una célula gigante. Tinción hematoxilina-eosina.
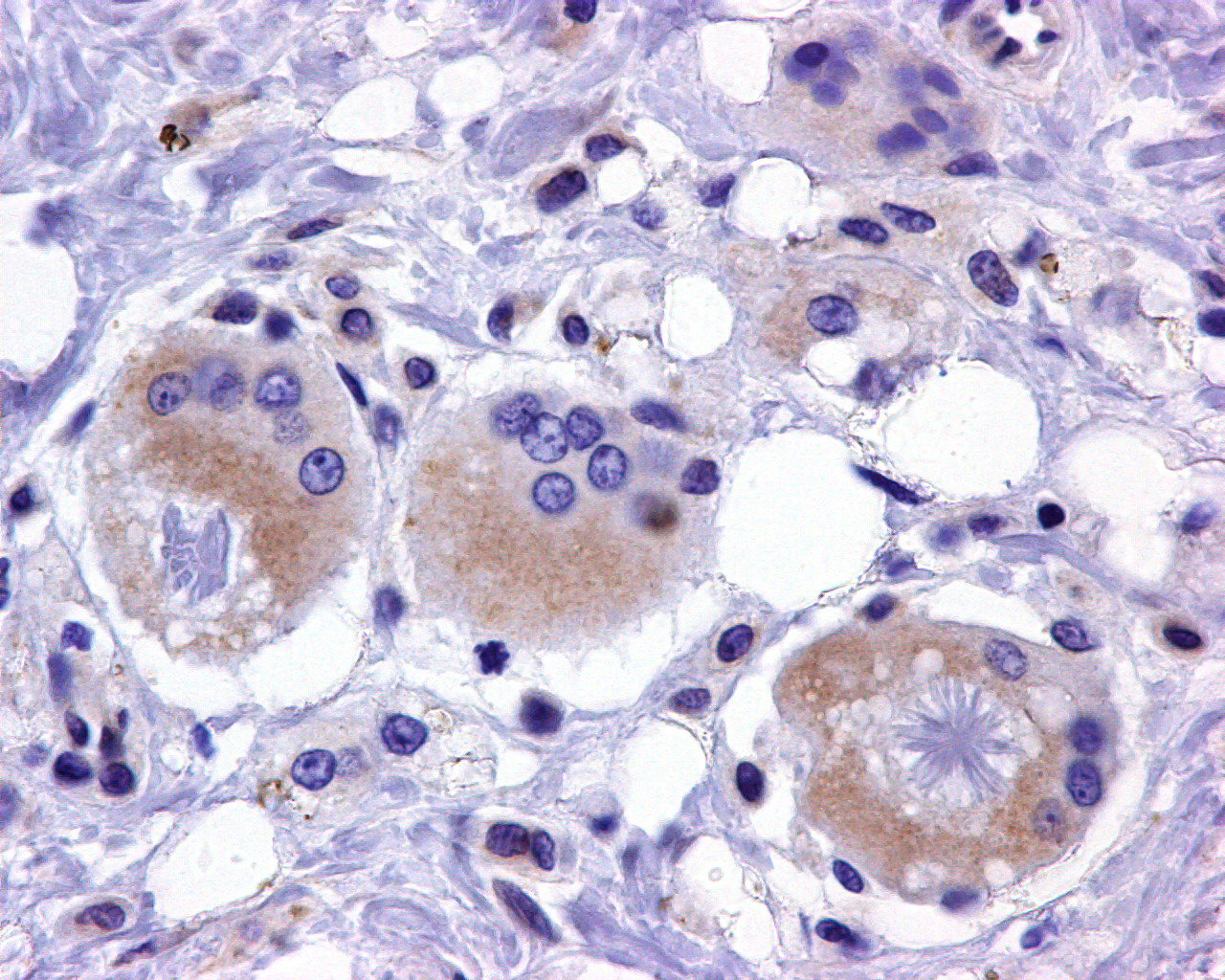
Reacción contra cuerpo extraño gigantocelular contra una fuga de silicona de un implante de mama. Tinción hematoxilina-eosina.